# Al 'Arid
 Al `Arid  (arabă العريض) este un oraș din Guvernoratul Madaba din vestul Iordaniei.